# ファンファンキティ!
『ファンファンキティ！』（FUNFUNKITTY!）は、テレビ東京系列ほかで、2020年4月6日から2022年3月26日まで放送されていた子供向けの音楽バラエティ番組。
テレビ東京系における子供向けバラエティ番組は、2020年3月まで放送されたアニメ『ポチっと発明 ピカちんキット』の前身番組『ピカっと解決 ピカちんハンター』以来2年6ヶ月ぶり。

## 概要
「歌って踊ればみんなトモダチ」「ファンファンダンス」を合言葉として、サンリオによるキャラクターであるハローキティやシナモロール、クロミと一緒に体を動かすといった、子供向けの歌・ダンスで構成される。歌やダンスで友達1億人を目指そうとするハッピーキャラバンのリードと妹・スピンが、キティやシナモン、クロミと共に歌・ダンスでストーリーを繰り広げる。
サンリオキャラクターによる子供向け番組がテレビ東京系列で制作されるのは、2011年3月まで放送された『キティズパラダイスpeace』以来9年ぶりで、2020年3月までBSフジにて放送された『サンリオキャラクターズ ポンポンジャンプ!』の内容を一部引き継ぐ形で制作された。
『キティズパラダイス』シリーズと同様、収録はサンリオピューロランドで行われていた。
テレビ東京系列での放送時間は、放送開始から2021年6月28日までは月曜 17:55 - 18:25。同年7月3日からは土曜 7:30 - 8:00に移動した。
2022年3月26日放送分をもって、2年間の放送を終了。サンリオの子供向け番組は再び休止期間に入った。

## 登場キャラクター

### メインキャスト
ハローキティ
声 - 林原めぐみ
シナモロール
声 - 川田妙子
クロミ
声 - 竹内順子
リード
演 - 向山毅（SOLIDEMO）
ハッピーキャラバンのリーダー。いつでも「ダンス＆シング」の精神を大切にする元気な性格で、歌が得意。
スピン
演 - 林里音（エイベックス・アーティストアカデミー東京校所属）
リードの妹。いつか華やかなステージで踊ることを夢見る、チャレンジ精神旺盛な女の子。

### 準レギュラー
ディアダニエル
声 - たかはしごう
「マジダン!」「モノモノフレンズ」「ハローキティの世界名作げきじょう」にアニメーションで出演。不定期で「ハッピーキャラバン」のコーナーにも参加。

### ファンファンケンパ
サンリオの男子キャラクター6人によるユニット「はぴだんぶい」がアニメーションで出演。
バッドばつ丸
声 - 瀧本富士子
ポチャッコ
声 - かないみか
タキシードサム
声 - 杉山佳寿子
けろけろけろっぴ
声 - くまいもとこ
ハンギョドン
声 - 中尾隆聖
あひるのペックル
声 - 山田ふしぎ

### その他の登場キャラクター
ポムポムプリン
みんなのたあ坊
伊集院パンダバ
ぼんぼんりぼん

### マジダン!
毎回、サンリオピューロランドのショー・パレードに出演するライブエンターテイナー（Puro D★E）が先生となって、ショー・パレードで使用されている楽曲の振り付けを教える。ハーモニーランドのパレード、パレードパラレルを教える回では、ハーモニーフレンズも出演していた。
- なっちゃん先生（第1回〜第4回「KAWAII FESTIVAL」（『Miracle Gift Parade』より）、第22回〜「Lucky Happy Everyday」（『OMOIYARI TO YOU』より）、第38回〜第41回「ミュークルドリーミー」（「ミュークルドリーミーマーチ〜集まれ☆ドリーミーメイト〜」より））

演 - 梶菜津紀
- きらり先生（第5回〜第8回「ハンドジャイブ」（『Egg’n’Roll Easter！』より））

演 - 加藤きらり
- まゆゆん先生（第9回〜第13回「こころつながるダンス」（『Wish me mell の Chance for you』より））

演 - 北島真由
- ゆきな先生（第14回〜第17回「心の繋がり」（『KAWAII KABUKI〜ハローキティ一座の桃太郎〜』より））

演 - 細矢幸菜
- すーちゃん先生（第18回〜第21回「summer バイブス」（『ピューロ夏フェスLIVE!!!!』より））

演 - 建畠すみれ
- みほ先生（第35回〜第37回「The Puro Christmas」（「Musical Show The Puro Christmas」より））

演 - 菊池美穂
- ライティー先生&ケンティー先生（第42回〜第45回「ILLUMINANT」（30th Anniversary Parade「Hello, New World ～虹を、つなごう～」より））

## 主なコーナー
きょうのFUN
レギュラー全員が出演するメインパートで、番組の序盤と終盤に放送される。キティたちがそれぞれ面白い企画を持ち寄り、週替わりでさまざまなクイズやゲームに挑戦する。「ハッピーキャラバン」の後継コーナー。
MUSICダンス
過去のヒットナンバーから新曲までの様々なジャンルの音楽で、簡単な手振り、ゲーム性を生かしたダンスで盛り上げる。
LIVEダンス
ライブハウスであるかのようなステージで、舞台と照明の演出を用いて音楽を踊る。
ファンファンケンパ 
はぴだんぶいの掛け声にあわせて足を動かすリズムゲーム風コーナー。担当キャラは週替わりで、スピンが手本を見せる。#26(2020年10月5日放送分)より開始。
モノモノフレンズ
キティが、身の回りのモノとお友だちになれるアプリ「モノモノフレンズ」を使い、いろいろなモノと会話しながら、モノの正しい使い方やマナーを教わる学びのコーナー。
ハローキティの世界名作げきじょう
日本や世界の昔話、童話などをサンリオキャラクターが演じるアニメコーナー。
せかいのFUNをやってみよう!
キティやリード、スピンが世界各国の遊びにチャレンジする。
今週のラッキーアイテム（正式コーナー名なし）
アニメによる占いコーナー。キティ、シナモン、クロミが週替わりで登場してラッキーアイテムを紹介する。放送されない週もある。
みんなでおどろう「せかいWA!」（2021年4月 - ）
「わ・わ・わ」のフレーズに合わせ、家族で楽しく体操できる体操ソング。「エガオニクス」の後継コーナー。

### 過去のコーナー
ハッピーキャラバン
歌やダンスで友達1億人を目指そうとするリードとスピンによるコーナー。
ハッピーキャラバン号を飛び出し、キティやシナモン、クロミに加わり、歌とダンスでストーリーを繰り広げる。
マジダン!（放送開始 - 2021年3月）
ダンサーを目指すスピンが、ダンスを学ぼうとピューロランドのダンサーやハーモニーランドのダンサーなどへ弟子入りする。
みんなでエクササイズ「エガオニクス」（放送開始 - 2021年3月）
家族みんながエクササイズできる体操ソング。週替わりで体を鍛えるコーナーが登場する。
キャラダン
ポムポムプリンやリトルツインスターズなどのキャラクターがリズムにあわせたダンスを披露する。各コーナーの間にインターバルとして挿入されるほか、未公開版がサンリオ公式Youtubeチャンネルで公開されている。#25(2020年9月28日放送分)まではコーナー名が設定されていなかった。

## スタッフ
- 企画：辻朋邦（サンリオ）、平岡利介（テレビ東京）、高橋俊太（エイベックス・アジア）、小巻亜矢（サンリオエンターテイメント）
- 脚本・作詞：楠本さちこ
- 音楽：高橋剛
- 演出：上田真紀子、黒木裕哉、吉川賢志（吉川→2021年4月5日 -）
- 制作担当：力徳新司、河合真一、長﨑麻衣
- アニメプロップス制作：井手口弘、渡邉海羽、庄野起弘
- 衣裳デザイン：河合研晴
- ヘアメイク：小熊清美、石川芽唯、鳥井萌乃
- スタイリスト：石月奈々子
- 撮影技術：コスモ・スペース、magokoro factory、共立ライティング、プログレッソ、ビジュアルコミュニケーションズ
- 音楽協力：アポロミュージック、サインサウンド、テレビ東京ミュージック
- 美術協力：宇喜多富美子（美学舎）、松竹衣裳、MEIKO
- スケジュール：井上和、山岸聖樹、佐藤祐美子
- 音響協力：中村英司、阿部勝行
- 照明協力：館内悟、中道生羽
- 制作協力：TMエンタテインメント、COO inc、E&W（旧：ウエスト）、アオトクリエイティブ、avex management、IMAGICA
- アソシエイトプロデューサー：工藤瞳子
- 制作プロデューサー：山﨑輝道（TMエンタテインメント）
- プランニングマネージャー：小山達也（テレビ東京）
- プロデューサー：皆川真穂（2020年10月5日 -）、大石淳子（テレビ東京）、大伴悌二郎、齋藤雄樹
- エグゼクティブプロデューサー：木村真琴（2020年10月5日 -、以前はプロデューサー）
- 製作著作：ファンファンキティ製作委員会（サンリオ、テレビ東京、エイベックス・アジア、サンリオエンターテイメント）

### 過去のスタッフ
- 演出：岡本吉朗
- エグゼクティブプロデューサー：宮﨑和寛（テレビ東京）

## 主題歌
「1・2のFUN!」
ぬふぬふによるオープニングテーマ。作詞は楠本さちこ、作曲・編曲は山下和彰、振付は渡辺美津子。
「ダ・ダ・ダ・ダンス」
リード＆スピンによるエンディングテーマ。作詞・作曲・編曲は福岡良太、振付はIG。

## 放送局
| 放送期間                                                                           | 放送時間                                                 | 放送局         | 対象地域       | 備考                     |
| ---------------------------------------------------------------------------------- | -------------------------------------------------------- | -------------- | -------------- | ------------------------ |
| 2020年4月6日 - 2021年6月28日 2021年7月3日 - 2022年3月26日                          | 月曜 17:55 - 18:25 土曜 7:30 - 8:00                      | テレビ東京     | 関東広域圏     | 製作参加                 |
|                                                                                    |                                                          | テレビ北海道   | 北海道         |                          |
|                                                                                    |                                                          | テレビ愛知     | 愛知県         |                          |
|                                                                                    |                                                          | テレビ大阪     | 大阪府         |                          |
|                                                                                    |                                                          | テレビせとうち | 岡山県・香川県 |                          |
|                                                                                    |                                                          | TVQ九州放送    | 福岡県         |                          |
| 2020年4月20日 - 2021年3月22日 2021年3月31日 - 2022年3月30日 2022年4月5日 - 4月19日 | 月曜 15:45 - 16:15 水曜 15:45 - 16:15 火曜 16:05 - 16:35 | テレビ大分     | 大分県         | [ 9 ] [ 10 ]             |
| 2020年10月1日 - 2021年12月23日                                                     | 木曜 10:25 - 10:55                                       | 南海放送       | 愛媛県         | 第23回から第85回まで放送 |
| 2020年10月3日 - 2021年10月30日                                                     | 土曜 16:00 - 16:30                                       | 琉球朝日放送   | 沖縄県         | 第23回から第77回まで放送 |
| 2020年11月13日 - 2021年9月24日 2021年10月5日 - 2022年10月25日                      | 金曜 8:00 - 8:30 火曜 7:00 - 7:30                        | テレビ和歌山   | 和歌山県       | [ 12 ]                   |
| 2021年5月27日 - 2022年5月12日                                                      | 木曜 17:00 - 17:30                                       | 三重テレビ     | 三重県         | 第51回から放送           |
| 2023年10月30日 - 2024年3月25日 2024年4月1日 -                                      | 月曜 17:25 - 17:55 月曜 7:00 - 7:30                      | びわ湖放送     | 滋賀県         |                          |
| テレビ東京系列では字幕放送を実施。                                                 |                                                          |                |                |                          |

## 備考
- 2020年5月25日の第8回は、当初は放送予定していたが、『緊急報道特番 安倍総理が緊急事態宣言を全地域で解除表明へ』を急遽編成したため、当該回は翌週6月1日に延期[13]。

## 関連番組
- ミュークルドリーミー - 同時期の4月に開始されたサンリオのアニメ作品。2021年4月から2022年3月まで『ミュークルドリーミー みっくす!』として放送されていた。
- サンリオキャラクターズ ポンポンジャンプ!
- キティズパラダイス
- ハローキティとバッドばつ丸
- あそぼう!! ハローキティ
- 大好き!ハローキティ